# 彼得·帕雷特
彼得·帕雷特（1924年4月13日—2020年9月11日）是一位德裔美国历史学家，专攻文化和思想史，主要著作有《克劳塞维茨与国家》（Clausewitz and the State）等，译作有卡尔·冯·克劳塞维茨《战争论》（Vom Kriege，与迈克尔·E·霍华德合译）等。